# Juillet 1965
Cette page présente les faits marquants du mois de juillet 1965.

## Évènements
- 5 juillet[1] : constitution provisoire de la Tanzanie qui consacre le système du parti unique (TANU).

- 6 juillet, France : la France pratique à Bruxelles la politique de la chaise vide, pour infléchir la construction européenne dans un sens moins fédéraliste.

- 9 juillet, France : la loi définit le service national qui peut revêtir une forme civile ou militaire.

- 10 juillet (Formule 1) : victoire du britannique Jim Clark au volant d'une Lotus-Climax au Grand Prix automobile de Grande-Bretagne sur le circuit de Silverstone.

- 13 juillet, France : loi sur les régimes matrimoniaux. Le régime légal est celui de la communauté réduite aux acquêts. L'égalité entre l'homme et la femme au sein du couple est améliorée.

- 15 juillet : le Premier ministre grec Georges Papandréou démissionne. Le roi nomme Georgios Athanasiadis-Novas, remplacé le 20 août  par Ilias Tsirimokos, qui n'obtiennent pas la confiance du parlement.

- 16 juillet : inauguration du tunnel du Mont-Blanc par le président Giuseppe Saragat et le général de Gaulle.

- 18 juillet (Formule 1) : Grand Prix automobile des Pays-Bas.

- 18 - 25 juillet : premiers Jeux panafricains de Brazzaville.

- 19 juillet : voyage officiel d’André Malraux en Chine.

- 30 juillet : création aux États-Unis d’un fonds spécial de la Sécurité sociale destiné à couvrir les coûts de base d’hospitalisation pour les personnes âgées de plus de 65 ans (Medicare). Un programme destiné à assurer la gratuité des soins aux économiquement faibles (Medicaid) est créé.

- 31 juillet - 7 aout : le 50e congrès mondial d’espéranto a lieu à Tokyo.

## Naissances
- 2 juillet : Juan José Fuentes, un boxeur français.
- 10 juillet : Richard Bean, réalisateur et scénariste français.
- 13 juillet : Stathis Kouvélakis, philosophe grec.
- 16 juillet : Abdelhak Amghar, député socialiste marocain.
- 17 juillet : Peter Rafael, chanteur allemand († 22 février 2008).
- 18 juillet : Jean-Marc Souami, présentateur de météo français.
- 22 juillet : Shawn Michaels, catcheur américain appartenant à la division Monday Night Raw de la WWE.
- 23 juillet : Saul Hudson, célèbre guitariste, connu sous le nom de Slash.
- 25 juillet : Dzifa Gomashie, actrice, productrice, scénariste et femme politique ghanéenne.
- 28 juillet : Vincent Moscato, animateur radio, comédien, humoriste, ancien rugby français.
- 31 juillet : J. K. Rowling, écrivain britannique.

## Décès
- 2 juillet : Hilma Svedal, chercheuse d'or suédoise (° 2 octobre 1870).
- 29 juillet : Jules Masselis, coureur cycliste belge (° 19 novembre 1886).